# Sparbu

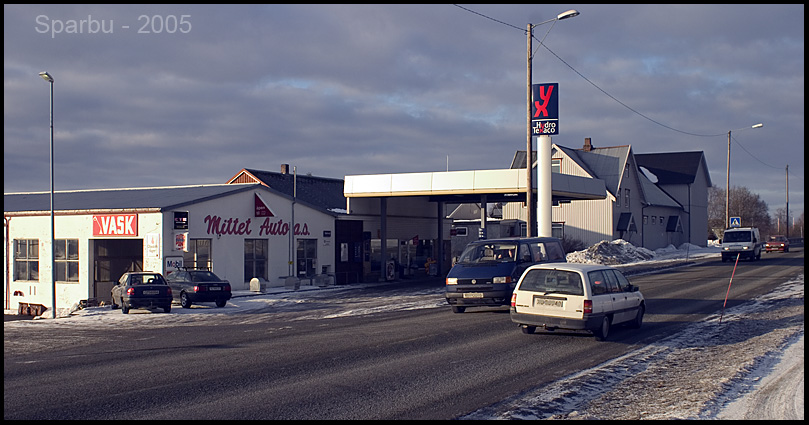
Sparbu

Sparbu est une localité de la commune de Steinkjer dans le Trøndelag. Sparbu est une ancienne commune. La localité compte, au 1er janvier 2012, 584 habitants pour une superficie de 0,54 km2. Sparbu se situe au sud de la commune de Steinkjer.
La commune de Sparbu fut fusionné le 1er janvier 1964 avec Beitstad, Egge, Kvam, Steinkjer, Stode et Odal pour former la commune actuelle de Steinkjer. En 1953, la commune de Sparbu comptait 3 721 habitants pour une superficie de 259 km2.
Sparbu doit son nom au fylke historique du Sparbyggjafylket qui était composé des villages de Sparbu, Ogndal, Stode et Snåsa. À l'âge du fer et durant la période viking, Sparbu était un centre de pouvoir du Trøndelag.
On trouve à Sparbu un grand nombre de vestiges de l'âge du bronze et du Moyen Âge. Le plus connu est l'église de Mære, construite au XIIe siècle.
La localité qui est aujourd'hui appelé Sparbu s'appelait auparavant Leira. Elle a changé de nom lorsque le chemin de fer est arrivé dans le village et qu'une gare, appelée gare de Sparbu, fut construite.